# Cadre-71/2-Weltmeisterschaft 1977

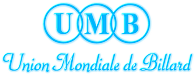
Logo UMB (ausrichtender Verband)

Veranstaltungsort: West-Berlin

Die Cadre-71/2-Weltmeisterschaft 1977 war die 18. Cadre-71/2-Weltmeisterschaft. Das Turnier fand vom 24. bis zum 27. November 1977 in Berlin statt. Es war die zweite Cadre-71/2-Weltmeisterschaft in Berlin und die sechste in Deutschland.

## Geschichte
Der überragende Dieter Müller gewann in seiner Heimatstadt seinen dritten Weltmeistertitel. Nach zwei Erfolgen im Fünfkampf klappte es erstmals auch in seiner Paradedisziplin Cadre 71/2. Bereits vor dem letzten Durchgang stand der Titelgewinn fest. Der Belgier Léo Corin gewann die letzte Partie gegen Müller mit 300:208 in fünf Aufnahmen und wurde Zweiter. Den dritten Platz sicherte sich der Titelverteidiger Francis Connesson aus Frankreich. Müller egalisierte mit 300,00 den Weltrekord im besten Einzeldurchschnitt (BED) und verfehlte den Weltrekord in der damals noch gewerteten prolongierten Höchstserie (HS), gehalten von Jean Marty mit 344 nur knapp. Gute Leistungen zeigte auch der zweite deutsche Teilnehmer Dieter Wirtz aus Düsseldorf der den siebten Platz belegte.

## Turniermodus
Es wurde eine Finalrunde im Round Robin System bis 300 Punkte gespielt. Bei MP-Gleichstand wird in folgender Reihenfolge gewertet:
1. MP = Matchpunkte
2. GD = Generaldurchschnitt
3. HS = Höchstserie

## Abschlusstabelle

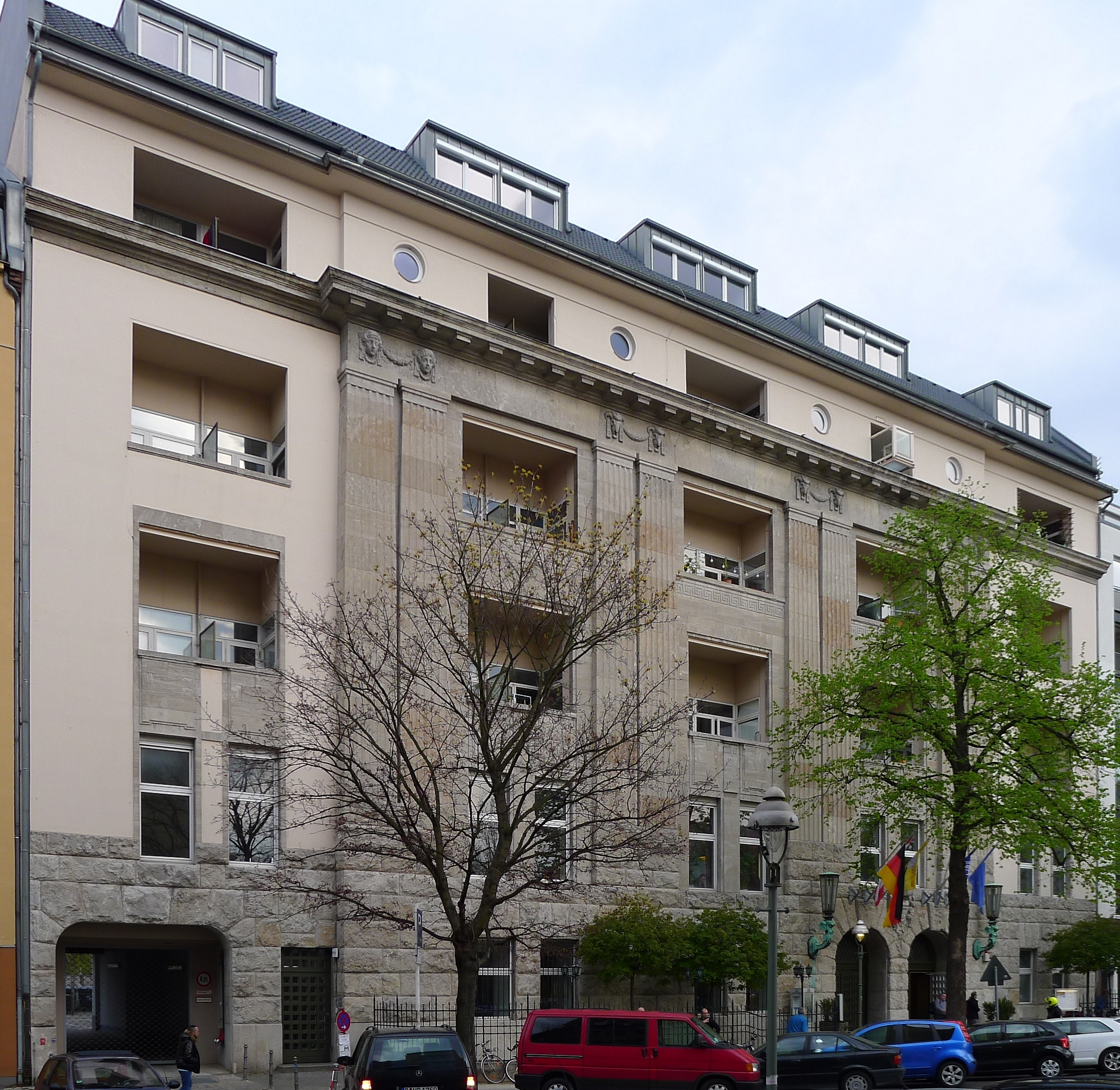
Logenhaus Berlin

| MP    | Match Points (Sieger = 2; Unentschieden = 1; Verlierer = 0) |
| Pkte. | Erzielte Karambolagen                                       |
| Aufn. | Benötigte Versuche                                          |
| GD    | Generaldurchschnitt                                         |
| BED   | Bester Einzeldurchschnitt eines Spielers                    |
| HS    | Höchstserie                                                 |
|       | Bester GD des Turniers                                      |
|       | Bester ED des Turniers                                      |
|       | Beste HS des Turniers                                       |
|       | 1. Platz (Gold)                                             |
|       | 2. Platz (Silber)                                           |
|       | 3. Platz (Bronze)                                           |

| Platz                      | Name              | MP   | Pkte. | Aufn. | GD    | BED    | HS  |
| -------------------------- | ----------------- | ---- | ----- | ----- | ----- | ------ | --- |
| 1                          | Dieter Müller     | 12:2 | 2008  | 37    | 54,27 | 300,00 | 315 |
| 2                          | Léo Corin         | 12:2 | 2091  | 67    | 31,20 | 75,00  | 232 |
| 3                          | Francis Connesson | 8:6  | 1603  | 49    | 31,71 | 150,00 | 298 |
| 4                          | Franz Stenzel     | 8:6  | 1696  | 57    | 29,75 | 75,00  | 190 |
| 5                          | Hans Vultink      | 8:6  | 1871  | 80    | 23,38 | 42,85  | 167 |
| 6                          | Osvaldo Berardi   | 6:8  | 1444  | 38    | 38,00 | 60,00  | 258 |
| 7                          | Dieter Wirtz      | 2:12 | 1076  | 45    | 23,91 | 75,00  | 240 |
| 8                          | Koichi Urabe      | 0:14 | 559   | 63    | 8,87  | –      | 63  |
| Turnierdurchschnitt: 28,32 |                   |      |       |       |       |        |     |